# Distrito de Üzümlü
Üzümlü es un distrito de Turquía en la Provincia de Erzincan en la región de Anatolia Oriental. El distrito tiene una población de 13.636 habitantes, de los que 7.112 viven en Üzümlü (2010). El alcalde es Sami Sertadım (AKP).

## Lugares de interés
- Fortaleza Altıntepe fortress, antiguo emplazamiento urartu.